# ماري مور
ماري مور (بالإنجليزية: Mary Moore)‏ هي لاعب كرة قاعدة أمريكية، ولدت في 6 مارس 1922 في كاليفورنيا في الولايات المتحدة، وتوفيت في 1986 في ليمون غروف في الولايات المتحدة.